# Ratonneau
L'île de Ratonneau (Illa de Ratonèu en occitan provençal) est une des îles du Frioul, un archipel méditerranéen. Territoire français, elle est située dans la rade de Marseille, à environ 2 milles marins du Vieux-Port  de Marseille et fait partie du parc national des Calanques et du parc maritime des Îles du Frioul. Elle est longue d'approximativement 2,5 km sur 0,5 km de large. Elle est reliée à l'île de  Pomègues par la digue Berry construite en 1822.
Administrativement parlant, elle fait partie des 1er et 7e arrondissements de la ville de Marseille, compris dans le canton de Marseille-Saint-Lambert.

## Toponymie
Les romains désignent cette île sous le nom de Galiana,. C'est un nom qu'elle conserve jusqu'aux XIIIe et XIVe siècles et que porte toujours l'une des voies de mise en eau au fond du port, dénommée anse Galiane. À partir du XIIIe siècle, elle prend l'appellation « île de Saint Étienne », en raison de l'existence d’un prieuré dédié à Saint Étienne érigé entre-temps sur cette île, encore appelée « île de Saint Stephane » et « Ratonellus », Ratonneau. Cette dernière appellation ne désigne toutefois à l'origine que le port de l'île: « portu ratonelli qui est in insula nostra Sancti Stephani ». Le nom de Ratonnellus, Ratonneau s’est donc imposé, mais les avis divergent sur l'origine réelle du nom :
L’hypothèse sémantique dominante est celle selon laquelle « Ratonellus », Ratonneau désigne le petit rat, « Ratoun » en provençal. Toutefois, cette origine est battue en brèche par le fait qu'il existe un autre lieu en  Provence portant le nom de Ratonneau, sans qu'aucune allusion n'ait jamais été faite à la présence spécifique de ces rongeurs: Notre-Dame de Ratonneau, perchée sur un éperon rocheux de Sérignan dans le Vaucluse.
Une origine plus ancienne, celtique, parait également pouvoir être retenue: rate, ratae, ratis signifiait « muraille, rempart », et par extension « position fortifiée, fort » comme l'attestent le toponyme de Carpentras « Carbanto - rate », celui de l' « Île de Ré », « (B)Ré tagne », la Bretagne. Une origine qui conviendrait tant pour l’île de Ratonneau que pour le Ratonneau vauclusien.

## Histoire

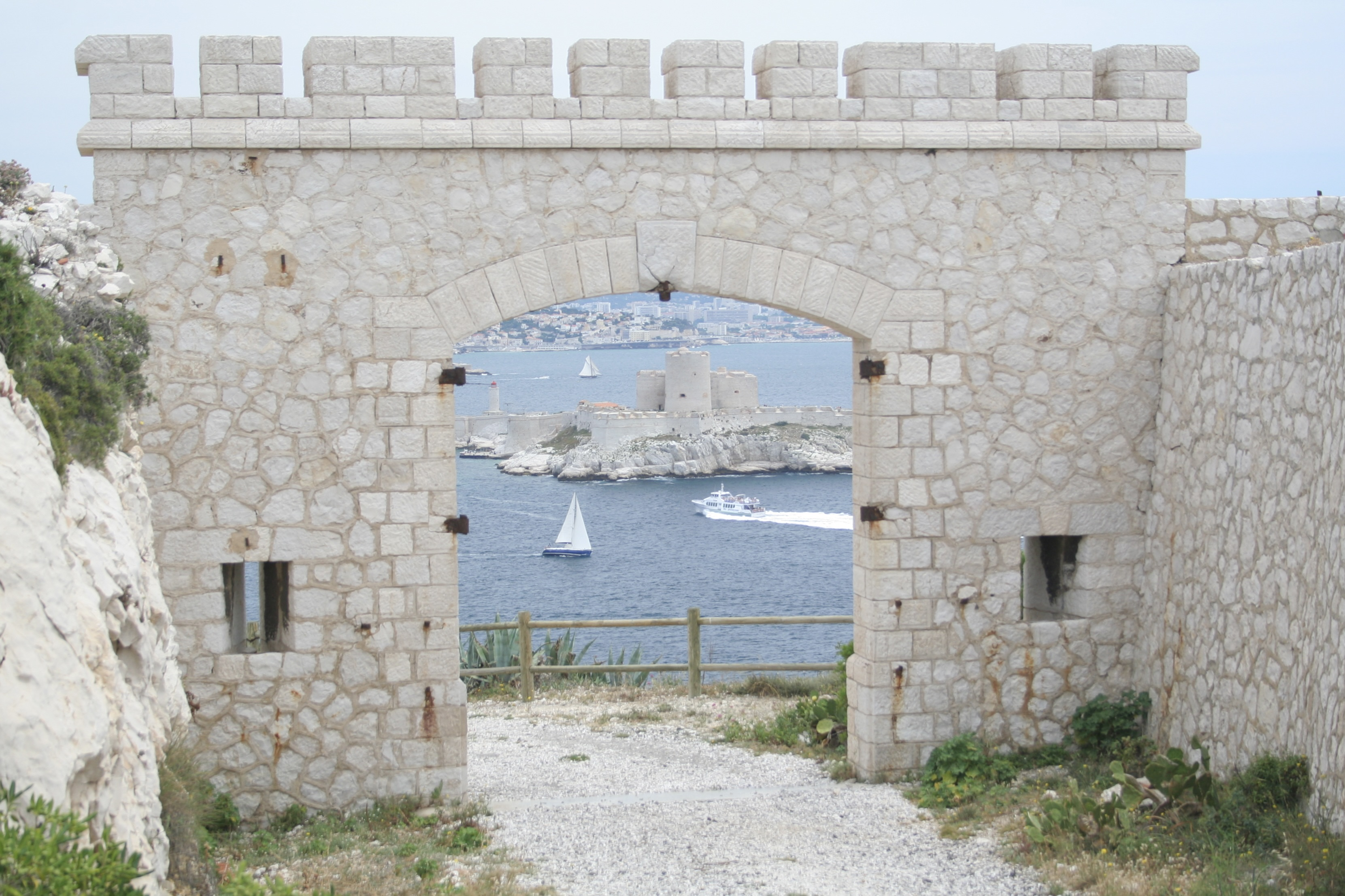
Fort Ratonneau.

Les Iles du Frioul étaient autrefois reliées au continent. Les brèches de l'Ile de Ratonneau, qui contiennent des squelettes de rongeurs et d'ours, en attestent. Elles furent séparées du continent à partir de l'époque mésolithique, avec la remontée du niveau de la mer après les périodes de glaciation.
Si l’île voisine de Riou présente les traces de l’un des plus anciens sites néolithiques d’Europe occidentale (VIe millénaire avant notre ère), sur les îles du Frioul et l’île Maïre, les traces d’activité humaine les plus anciennes remontent à l’Âge du bronze.
Située près d'une métropole fondée dans l'Antiquité, Ratonneau endosse selon les besoins un rôle militaire, d'annexe du port commercial, ou de quarantaine sanitaire.

### Utilisation civile
De 1822 à 1880, les besoins en matériaux de construction des extensions du port commercial conduiront à l’exploitation de trois carrières sur les îles du Frioul par les Ponts et chaussées. Deux étaient situées sur l’île Ratonneau : la carrière de Morgiret, située sur l'anse éponyme et reliée à la carrière de Ratonneau par une voie taillée dans la roche. Les quelques centaines d’ouvriers sont payés entre 2,5 et 3,5 francs pour 14 heures de travail par jour alors qu’un menuiser gagne entre 4 et 5 francs. Des voies ferrées sont installées et des hippomobiles tirent les blocs vers cinq embarcadères, dont deux équipés de grues permettant de charger les gros blocs. Le relief magistralement aplani laissera la place aux bâtiments et dépendances du « Lazaret des îles » décrit plus loin. L’Armée, quant à elle, se félicite de l’émergence d’une falaise grâce au creusement de la carrière, qui rend son fort de Ratonneau, situé au sommet de la colline adjacente, inaccessible.
La construction que réalisent les pilotes inspire Gaston Defferre devenu maire de Marseille. En 1972, il demande et obtient du Ministère de la Défense, le rachat des lieux. La municipalité décide, en 1975, de la création d'un nouveau quartier de Marseille à vocation touristique et balnéaire. Un « embryon » de noyau urbain assorti de la construction d'un port de plaisance est planifié. D'entrée de jeu, la circulation automobile n'y est pas admise, exception faite de celle des véhicules des services publics.
L'accès en est assuré par des navettes maritimes entre le vieux port de Marseille et le Port Dieudonné ou port du Frioul, sur l'île de Ratonneau.
En 2008  l'île compte 450 logements, une quinzaine de commerces touristiques, une caserne de pompiers, le centre de vacances Léo Lagrange, et le port de plaisance propose un mouillage à quelque 650 bateaux.

### Utilisation sanitaire
Après la grande peste de Marseille (1720), l’archipel du Frioul constitue le cœur de la stratégie de protection sanitaire de Marseille. L’île de Ratonneau servira de lieu de quarantaine pour les bateaux venant de pays étrangers. Si à partir du  XIXe siècle, les épidémies de peste deviennent exceptionnelles, la fièvre jaune, le typhus et surtout le choléra deviennent les fléaux dominants.
Vers 1820, le commerce et les transports, via Marseille, connaissent un essor sans précédent. Les infrastructures portuaires de la ville en arrivent à connaitre les limites de leurs possibilités, peinant à accueillir les navires. Le besoin d'une extension du port et d'un remaniement de l'urbanisme se fait clairement sentir.
C'est exactement dans ce contexte qu'éclate en 1820, une épidémie de fièvre jaune qui touche Barcelone avant Marseille. La mairie et les industriels craignent alors que les épidémies ne paralysent les activités et détournent le trafic commercial de la ville, traditionnellement en concurrence avec Gênes et Barcelone. La municipalité décide de la construction d’un hôpital sur l’île de Ratonneau comme de relier cette dernière à l’île de Pomègues par une digue, qui abritera un port, baptisé "Port Dieudonné", auquel sera adjoint un ponton d'accostage. Une autre digue, la digue Condorcet construite  ultérieurement (en 1845), le protégea de la Largade (vent d'est).
L'ingénieur Hyacinthe Garella,, (1775-1852) sera chargé de la réalisation de la digue et du port. L'architecte Michel-Robert Penchaud, dont les nombreuses réalisations ornent la ville, est chargé de mener le projet hospitalier. Il réussira à réaliser un bâtiment fonctionnel performant tout en liant le style de son époque à celui des vestiges romains.
L'inauguration de l'hôpital a lieu le 3 juillet 1828. Il fut baptisé « Hôpital Caroline » par égard au destin émouvant de l'une des personnalités ayant effectué une quarantaine près de l'ancien Lazaret d'Arenc, la duchesse de Berry, dont l'époux avait été assassiné en 1820 et en hommage duquel la digue, terminée en 1822, avait été baptisée Digue Berry.
Cet établissement reçut le surnom plus populaire d'« l’hôpital du vent », ayant été conçu pour bénéficier d'une ventilation naturelle et constante. En effet, à l’époque, les scientifiques considéraient que les courants d’air dispersaient les miasmes et contribuaient ainsi à la guérison des malades.
Lorsqu'en 1844, la municipalité décide de gagner une superficie d'environ 20 hectares pour construire un port commercial baptisé bassin de la Joliette. Ce plan d'extension suppose la préemption du territoire sur lequel se trouve le lazaret d’Arenc. La ville de Marseille décide alors de délocaliser ses installations sanitaires, devenues par ailleurs largement insuffisantes. C'est ainsi qu'il est décidé de les transférer sur l’archipel du Frioul. Le nouveau complexe sanitaire, baptisé « Lazaret des îles », est inauguré en 1851. À cette occasion, l'hôpital reçoit le nom plus républicain d' « Hôpital Ratonneau ». Il est à l’époque le plus grand et le plus efficace de la Méditerranée.
Dans les années 1920, les autorités installent sur l'île un centre de tri sanitaire pour y accueillir les réfugiés fuyant le Génocide arménien.

### Utilisation militaire
Avancées naturelles de Marseille sur la mer, les îles du Frioul connaissent de facto une vocation militaire. Non seulement les autochtones mais aussi les stratèges, qu'ils soient pirates de passage, conquérants ou occupants sarrasins, italiens, espagnols, anglais ou allemands, tous ont su tirer parti des caractéristiques qu'offrent ces îles pour attaquer ou contrôler Marseille. C'est pourquoi des fortifications y seront érigées et maintenues à toutes les époques.
En 49 av. J.-C., César fait mouiller les navires de la flotte romaine qui assiège Marseille dans l'anse Galiane.
Sous Henri IV, un fort très important, aujourd'hui disparu, couronne l’île. Plus tard, Vauban en renforcera les fortifications. Napoléon puis la IIIe République y installeront des batteries d'artillerie. En 1859, il servira de prison à quelque deux mille prisonniers autrichiens.
À l'issue de la Grande Guerre, les progrès hygiéniques aidant, les épidémies se font plus rares et les installations sanitaires de l'île Ratonneau perdent en fréquentation. Dans les années 1930, ceci conduit la ville à transférer le contrôle de l'île à la Marine nationale qui aménage les structures existantes afin de permettre à ses bâtiments d'y accoster, notamment des frégates et des porte-mines.
Durant la seconde guerre mondiale, en 1942 les hommes du STO (Service du travail obligatoire) construisent sur le plateau de Mangue, une série de sept bunkers équipés de pièces d'artillerie dominant la rade et Marseille. Ils font partie du  mur de la Méditerranée, un mur du Sud (Sudwall) conçu sur le modèle du mur de l’Atlantique.
Le pilonnage du secteur auquel s'ajouteront les bombardements alliés, raseront la quasi-totalité des aménagements militaires, et modifieront la topologie de l'île, exception faite des bunkers. Cynisme récurrent à chaque conflit armé nonobstant les jalons posés par le droit de la guerre, le « Lazaret des îles » sera lui aussi en grande partie détruit par les bombardements alliés d’août 1944.
Avec la Guerre Froide consécutive au conflit, l'Armée en fait un terrain militaire, dont l'accès est totalement interdit au public. Elle l'aménagera pour y faire accoster jusqu’à quatre escorteurs et quatre chasseurs de mines  simultanément.
Les pilotes du port de Marseille conservent néanmoins le droit de cité sur l'île. À chaque conflit, leur lieu de résidence est l'objet d'attaques toujours plus destructrices. Le droit maritime obligeant depuis la fin du XIXe siècle à la présence d’un pilote local à bord des bâtiments fors en approche, c'est pourquoi vers 1948, le syndicat professionnel des pilotes des ports de Marseille et du Golfe de Fos achète un terrain à la Marine. Il y fait ériger l’une des stations du service du pilotage de Marseille-Fos, la maison des Pilotes, à laquelle ils fait donner la forme d'une étrave. Trois pilotes y assurent une permanence.

## Constructions
- La batterie du Cap de Croix[17], sur le cap éponyme, à l'extrémité est/nord-est de l'île ;
- L'hôpital Caroline, au nord-est de l'île ;
- La batterie de Ban, au nord-ouest de l'île ;
- Le fort de Ratonneau[18], au centre de l'île ;
- Le pavillon Hoche, quartier des officiers de l'ancien lazaret militaire ;
- La chapelle pour la quarantaine du port de Frioul ;
- La maison des Pilotes, permanence du service de pilotage de Marseille-Fos ;
- La batterie de Mangue, partie du « Südwall », sur la presqu’île de Mangue, à l'ouest de l'île ;
- Le fort de Brégantin, à l'extrémité ouest de l'île, devenu propriété privée du plasticien Jean-Claude Mayo, puis du designer Ora-ïto.

## Calanques et plages
- Calanque du Fond de Banc, au nord-est de l'île
- Plage Saint-Estève, dans la calanque éponyme au sud-est de l'île
- Plage de Morgeret, dans la calanque éponyme au nord-ouest de l'île
- Plage du Grand-Soufre, au sud-ouest de l'île
- Calanque des Lindes, au nord-ouest de l'île.

Panneau d'affichage de l'île de Ratonneau.
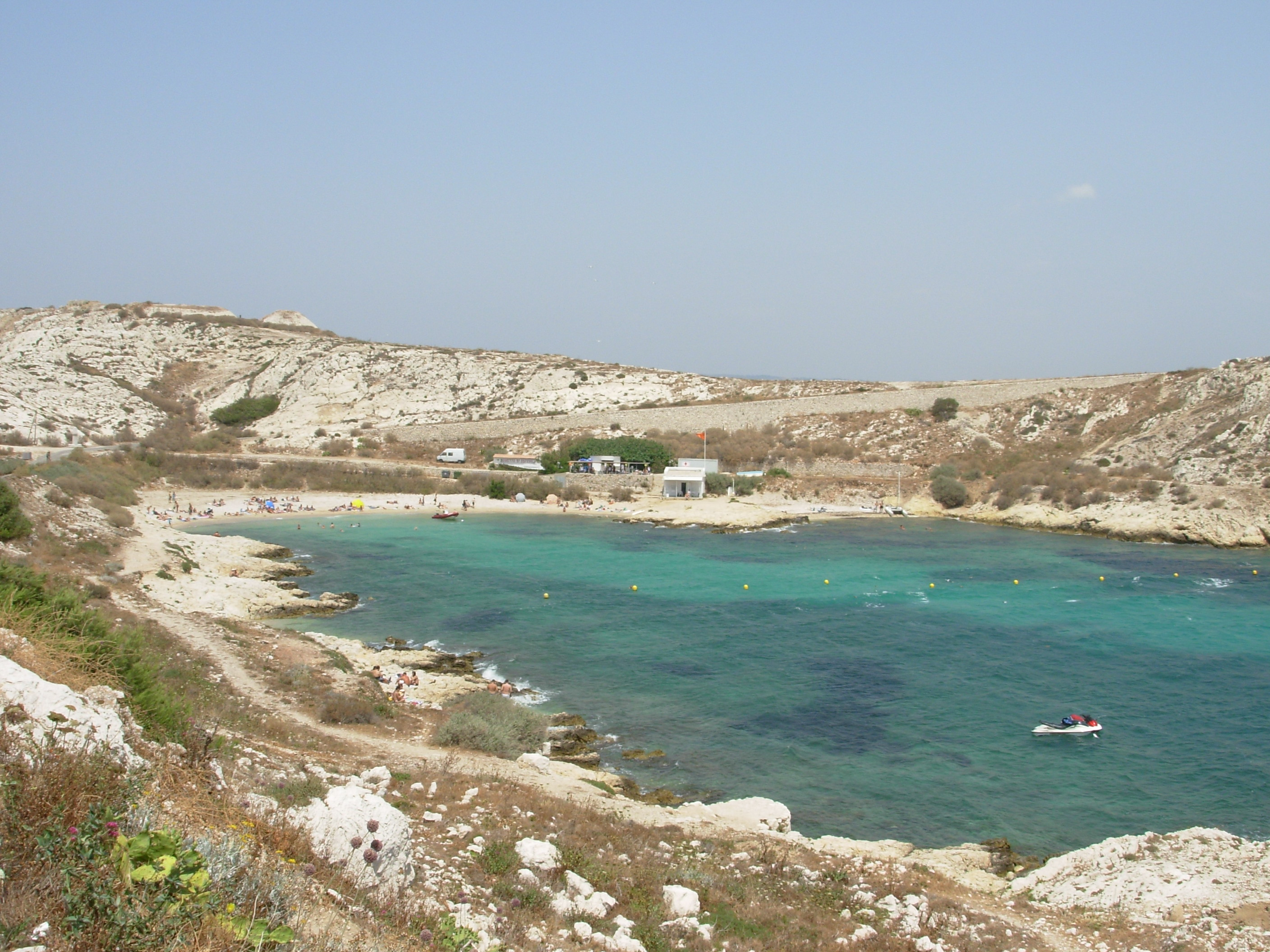
Plage de Saint-Estève.